# Ai shang liang ge wo
Ai shang liang ge wo (愛上兩個我S, Ài shàng liǎng gè wǒP; titolo internazionale Fall in Love with Me) è una serie televisiva taiwanese trasmessa su TTV dal 6 aprile al 17 agosto 2014.

## Trama
Lu Tian Xing è un prodigio nel campo della pubblicità in Asia. Ricco, famoso e di grande successo, improvvisamente annuncia durante una conferenza stampa che si prenderà una pausa di tre mesi dalla vita pubblicitaria. Con un semplice travestimento, si trasforma in "Xiao Lu". Entra Tao Le Si, una giovane donna che ha promesso al suo defunto fratello di proteggere la sua agenzia pubblicitaria e la sua eredità. Sfortunatamente, gli affari non riprendono mai e Le Si ha dovuto combattere con Tian Xing per impedire alla sua compagnia di essere venduta. Quando Xiao Lu entra nelle sue porte dell'ufficio, inizialmente Le Si pensa di essere Tian Xing, ma le personalità dei due uomini sono completamente opposte. Le Si si ritrova attratta dal temperamento caloroso di Xiao Lu, ma il loro amore durerà una volta che scoprirà la verità della sua identità?

## Personaggi
- Lu Tian Xing/Xiao Lu, interpretato da Aaron Yan
- Tao Le Si, interpretata da Tia Lee
- Leo, interpretato da Jack Li
- Xu Miao Miao, interpretata da Katherine Wang
- Wang Ting Wei, interpretato da Huang Huai Chen
- Helen Cao Hia Lun, interpretata da Hope Lin Ke Tong
- Li Huan Huan, interpretata da Beatrice Fang
- Li Qi Xuan/Lance, interpretato da Kao Ying Hsuan
- Fu Bo, interpretato da Chen Bo Zheng
- Tao De Li, interpretata da Jian Chang
- Hong Xiu Luan, interpretata da Xie Qiong Nuan
- Tao Le Yuan, interpretato da Evan Yo
- Jia Gai Xian, interpretato da Yang Ming Wei

## Ascolti
- CTS - A ka de lu
- CTV - Jugun-ui tae-yang (drama coreano), Yonggan shuo chu wo ai ni
- FTV - Zhen'ai peifang

| Data di trasmissione | Episodio | Valutazioni medie | Rango |
| -------------------- | -------- | ----------------- | ----- |
| 6 aprile 2014        | 1        | 1.95              | 1     |
| 13 aprile 2014       | 2        | 1.32              | 1     |
| 20 aprile 2014       | 3        | 1.07              | 1     |
| 27 aprile 2014       | 4        | 1.28              | 1     |
| 4 maggio 2014        | 5        | 1.27              | 1     |
| 11 maggio 2014       | 6        | 1.14              | 1     |
| 18 maggio 2014       | 7        | 1.45              | 1     |
| 25 maggio 2014       | 8        | 1.52              | 1     |
| 1º giugno 2014       | 9        | 1.28              | 1     |
| 8 giugno 2014        | 10       | 1.19              | 1     |
| 15 giugno 2014       | 11       | 1.58              | 1     |
| 22 giugno 2014       | 12       | 1.34              | 1     |
| 29 giugno 2014       | 13       | 1.47              | 1     |
| 6 luglio 2014        | 14       | 1.35              | 1     |
| 13 luglio 2014       | 15       | 1.86              | 1     |
| 20 luglio 2014       | 16       | 1.70              | 1     |
| 27 luglio 2014       | 17       | 2.16              | 1     |
| 3 agosto 2014        | 18       | 2.17              | 1     |
| 10 agosto 2014       | 19       | 2.33              | 1     |
| 17 agosto 2014       | 20       | 2.58              | 1     |
| Media                | Media    | 1.55              | 1     |

## Colonna sonora
1. 1/2 – Aaron Yan feat. G.NA
2. This Is Not Me – Aaron Yan
3. The Unwanted Love – Aaron Yan
4. No Rules – Aaron Yan
5. The Only Rose – Aaron Yan
6. Taipei Dreamin' – Aaron Yan
7. Melted – Popu Lady
8. The Happiness Is Just Enough – Popu Lady
9. The Warmth in the Pocket – Hebe Tien

## Riconoscimenti
| Anno | Premio              | Categoria                          | Ricevente            | Risultato       |
| ---- | ------------------- | ---------------------------------- | -------------------- | --------------- |
| 2014 | Sanlih Drama Awards | Premio drammatico degli spettatori | Ai shang liang ge wo | Vincitore/trice |
| 2014 | Sanlih Drama Awards | Miglior attore                     | Aaron Yan            | Vincitore/trice |
| 2014 | Sanlih Drama Awards | Migliore attrice                   | Tia Lee              | Candidato/a     |
| 2014 | Sanlih Drama Awards | Migliore coppia di schermo         | Aaron Yan e Tia Lee  | Candidato/a     |
| 2014 | Sanlih Drama Awards | Il miglior bacio                   | Aaron Yan e Tia Lee  | Candidato/a     |
| 2014 | Sanlih Drama Awards | Il miglior pianto                  | Aaron Yan e Tia Lee  | Candidato/a     |
| 2014 | Sanlih Drama Awards | La migliore signora assassina      | Chen Bo Zheng        | Vincitore/trice |
| 2014 | Sanlih Drama Awards | La migliore signora assassina      | Jian Chang           | Candidato/a     |
| 2014 | Sanlih Drama Awards | Premio China Wave                  | Aaron Yan            | Candidato/a     |
| 2014 | Sanlih Drama Awards | Premio China Wave                  | Tia Lee              | Candidato/a     |
| 2014 | Sanlih Drama Awards | Premio per la popolarità Weibo     | Aaron Yan            | Vincitore/trice |
| 2014 | Sanlih Drama Awards | Premio per la popolarità Weibo     | Tia Lee              | Candidato/a     |